# توساندو

توساندو

توساندو (به ژاپنی: 東山道 Tōsandō) به معنای کوهستان شرقی یا اینکه منطقه کوهستان شرقی گفته میشود، توساندو یک واژه جغرافیایی ژاپنی است. این منطقه شامل کوه‌های مرکزی شمال هونشو و منطقه توهوکو است.